# Aathal
Aathal ist ein Ortsteil der Gemeinde Seegräben im Zürcher Oberland des Schweizer Kantons Zürich. Er liegt im Aatal, im Dialekt: Aatel, alt-oberländisch: Ootel. Bekannt ist Aathal vor allem für das Sauriermuseum.

## Verkehrsanbindung
Das Aathal ist durch die S-Bahn Zürich mit der Linie S 14 Affoltern a. A. – Altstetten – Zürich HB – Oerlikon – Wallisellen – Hinwil  im Halbstundentakt angebunden. An Wochenenden bedient auch die Nacht-S-Bahn SN5 Knonau – Zürich HB – Uster – Pfäffikon SZ  Aathal.

Luftbild aus 300 m von Walter Mittelholzer (zwischen 1918 und 1937)